# Osteodes turbulentata
Osteodes turbulentata är en fjärilsart som beskrevs av Achille Guenée 1858. Osteodes turbulentata ingår i släktet Osteodes och familjen mätare. Inga underarter finns listade i Catalogue of Life.